# Δ-System (Maßtheorie)
Ein δ-System, auch ein σ-{\displaystyle \cap }-stabiles System genannt, ist ein Mengensystem in der Maßtheorie, das bezüglich gewissen mengentheoretischen Operationen abgeschlossen ist. Der Zusatz "δ-" wird auch bei spezielleren Mengensystemen verwendet, um anzudeuten, dass es sich zusätzlich um ein δ-System handelt, so spricht man dann beispielsweise von δ-Ringen oder δ-Algebren.

## Definition
Eine Mengensystem {\displaystyle {\mathcal {S}}\subset {\mathcal {P}}(\Omega )} auf der Grundmenge {\displaystyle \Omega } heißt ein δ-System, wenn es bezüglich abzählbaren Durchschnitten abgeschlossen ist. Es gilt also für {\displaystyle A_{1},A_{2},A_{3},...\in {\mathcal {S}}}, dass 
{\displaystyle \bigcap _{i=1}^{\infty }A_{i}\in {\mathcal {S}}}
ist.

## Beispiele
- Jedes durchschnittsstabile Mengensystem mit endlich vielen Elementen ist ein δ-System. Dazu setzt man bei der Folge der Mengen des Mengensystems einfach alle Mengen, deren Index einen gewissen Wert überschreitet, als eine feste Menge. Dadurch handelt es sich bei dem Schnitt formal um eine abzählbare Folge, sie enthält aber nur endlich viele voneinander verschiedene Mengen.
- Jede σ-Algebra ist per Definition ein δ-System.

## Eigenschaften
- Jedes δ-System, das stabil bezüglich Komplementbildung ist, ist auch automatisch stabil gegenüber abzählbaren Vereinigungen. Dies folgt aus den De Morganschen Gesetzen.
- Ebenso gilt die Umkehrung: Jedes System, das stabil gegenüber abzählbaren Vereinigungen und Komplementbildung ist, ist ein δ-System.